# Andrés Caro
Andrés Carlos Caro Serrano (Rincón de la Victoria, 1 de febrero de 2004) es un futbolista español que juega como defensa central en el Valencia Mestalla de la Segunda Federación.

## Trayectoria
Nacido en Rincón de la Victoria, se une a la cantera del Málaga CF en 2011 procedente del CD Rincón. Debuta con el filial malaguista el 9 de mayo de 2021 en la extinta Tercera División al entrar como suplente en la segunda mitad en una victoria por 3-0 frente al CD Huétor Vega.
Logra debutar con el primer equipo con solo 17 años el 30 de mayo de 2021, reemplazando a Juande en una victoria por 3-0 frente al CD Castellón en la Segunda División.
El 31 de agosto de 2023, firma por el Betis Deportivo de la Segunda División RFEF, cedido por el Málaga CF.
Tras volver de la cesión, en agosto de 2024, se marcha libre al Valencia Mestalla de la Segunda Federación, con el que firma hasta 2026.

## Clubes
Actualizado al último partido disputado el 25 de enero de 2025.
| Club                              | País   | Año       | Partidos | Goles |
| --------------------------------- | ------ | --------- | -------- | ----- |
| Atlético Malagueño                | España | 2021-2024 | 28       | 0     |
| Málaga CF                         | España | 2021-2024 | 11       | 0     |
| Betis Deportivo Balompié (cedido) | España | 2023-2024 | 22       | 0     |
| Valencia Mestalla                 | España | 2024-Act. | 18       | 0     |